# Infern als carrers
Infern als carrers (original: Lesser Prophets) és una pel·lícula de 1997 dirigida per William DeVizia i escrita per Paul Diomede. Va ser protagonitzada per John Turturro, Jimmy Smits, Scott Glenn i Elizabeth Perkins.

## Argument
Tres corredors d'apostes de baix nivell (DiCenzo, Badalucco i Spencer) escapen de la policia i obren un negoci en un altre lloc. Per casualitat, un policia els troba; en comptes de detenir-los novament, els exigeix diners que el seu germà, que s'ha suïcidat, havia perdut apostant amb ells. Un estrany individu anomenat Leon (Turturro), coneix un dels corredors i els brinda informació sobre un futur negoci de guanys segurs. Alhora, Leon s'ha fet amic d'un noi que viu en l'apartament del costat, la mare del qual pateix abusos per part del seu espòs, que du a terme misteriosos negocis delictius. Les equivocacions i les bones intencions del policia, els corredors, el delinqüent, l'esposa i Leon desemboquen en un final on prevalen els diners i els assassinats.

## Repartiment
- John Turturro: Leon
- George DiCenzo: Jerry
- Michael Badalucco: Charlie
- John Spencer: Ed
- Jimmy Smits: Mike
- Scott Glenn: Iggy
- Elizabeth Perkins: Susan
- Zachary Badalucco: Fill de Charlie
- Amy Brenneman: Annie
- Robert Miano: Sal
- Jade Ostner: Child
- Joe Paparone: Vinny
- Mike Starr: Larry